# NGC 5198
NGC 5198 (другие обозначения — UGC 8499, MCG 8-25-15, ZWG 246.10, 1ZW 59, PGC 47441) — эллиптическая галактика (E1) в созвездии Гончие Псы.
Этот объект входит в число перечисленных в оригинальной редакции «Нового общего каталога».